# Francisco Bollini

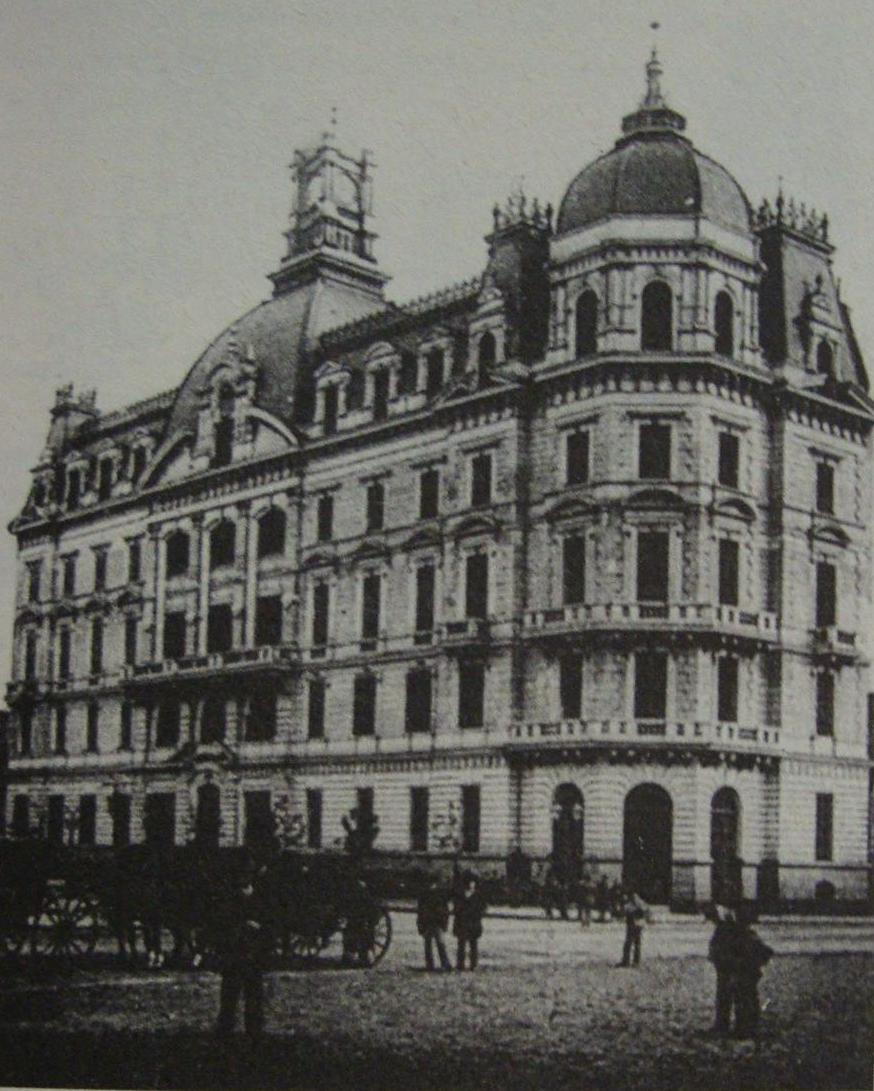
Palacio Municipal, 1900

Francisco P. Bollini (* 1845 in Buenos Aires; † 1921 ebenda) war ein argentinischer Architekt und Politiker. Vom 22. Juni 1890 bis zum 31. Oktober 1892 war er Bürgermeister von Buenos Aires.

## Leben
Francisco P. Bollini ist der Sohn des italienischen Architekten Francisco Bollini (1814–1887). Während der Amtszeit von Francisco Seeber bekleidete Bollini zunächst das Amt des Vizepräsidenten beim Concejo Deliberante de Buenos Aires und wird 1890 Seebers Nachfolger im Bürgermeisteramt. Zu dieser Zeit macht Argentinien seine erste schwere Wirtschaftskrise durch, infolge der der Staatspräsident Miguel Juárez Celman am 6. August zurücktritt. 
In Bollinis Amtszeit fällt die Ernennung von Carlos Thays zum Direktor für die Parkanlagen und Spazierwege sowie die Genehmigung der Pläne für den Botanischen Garten in Buenos Aires. Das wichtigste Projekt war jedoch die Initiative für den Bau eines neuen Rathauses, das 1893 eingeweiht wurde.
Bollini starb 1921 und wurde im Mausoleum der Familie auf dem Friedhof La Recoleta beigesetzt. 
| Vorgänger        | Amt                                      | Nachfolger              |
| ---------------- | ---------------------------------------- | ----------------------- |
| Francisco Seeber | Bürgermeister von Buenos Aires 1890–1892 | Juan José Montes de Oca |